# Rieslina
Rieslina ist eine Weißweinsorte.  Am weitesten verbreitet ist sie in Argentinien, wo sie auch gezüchtet wurde. Mitte der 1990er Jahre waren fast 440 Hektar Rebfläche mit dieser Neuzüchtung bestockt.
Rieslina ist eine Neuzüchtung von Angel Garguilo vom INTA (Institut für landwirtschaftliche Technologie) in San Rafael / Argentinien und wurde aus den Sorten Riesling × Garguilo 377 gekreuzt. Garguilo 377 ist ihrerseits eine Neuzüchtung aus den Sorten Gibi × Sultana. Rieslina ist somit eine Varietät der Edlen Weinrebe (Vitis vinifera).
Sie wird sowohl als Keltertraube als auch als Tafeltraube genutzt. 
Siehe auch den Artikel Weinbau in Argentinien sowie die Liste von Rebsorten.
Abstammung: Riesling × (Gibi × Sultana)

## Synonyme
Rieslina ist auch unter den ursprünglichen Zuchtnummern GARGIULO 38049 oder C.G. 38049 bekannt.

## Weblink
- Rieslina in der Datenbank Vitis International Variety Catalogue des Instituts für Rebenzüchtung Geilweilerhof (englisch)